# Менцель, Иван
И́ван Ме́нцель (венг. Iván Menczel; 14 декабря 1941, Каранчалья, Ноград — 26 ноября 2011, Шальготарьян) — венгерский футболист, чемпион Олимпийских игр Мехико 1968.

## Биография
Заниматься футболом начал в 1953 г. в возрасте 12 лет в клубе города Шалготарян . Играл за клубы высшей лиги национального чемпионата, четырежды становился бронзовым призёром национального первенства (1964, 1966, 1968, 1970/1971). В 1968 г. в составе сборной стал победителем летних Олимпийских игр в Мехико.
По окончании карьеры игрока работал на машиностроительных заводах Шальготарьяне.